# 小松貝
小松貝（学名：Siphonaria rucuana）为松螺科松螺屬下的一个种。